# العلاقات المغربية الإيطالية
منذ أواخر القرن 19 اتسمت العلاقات بين المغرب وإيطاليا بالصداقة والتعاون المتبادل، بحيث أرسلت أول مهمة دبلوماسية في عهد السلطان مولاي الحسن الأول إلى ملك إيطاليا فيتوريو إيمانويل الثاني سنة 1879.
المغرب يعتبر إيطاليا شريكاً تجاريا أساسيا، إلا أن العلاقة الاقتصادية المغربية الإيطالية لم تصل بعد إلى مستوى يرقى لمكانة البلدين. وحسب المعهد الإيطالي للإحصاء "إستات"، فإن حجم المبادلات التجارية بين المغرب وإيطاليا بلغت 1.993 مليار أورو ما بين شهر يناير ونونبر سنة 2013، في مقابل 1.797 مليار أورو بالفترة نفسها من العام 2012، بنسبة نمو بلغت % 10.9. ويبقى هذا الرقم بسيطاً إذا ما قورن بحجم صادرات إسبانيا للمغرب الذي بلغ قيمته ما مجموعه 5.508 مليار أورو. فإسبانيا أصبحت المورد الأول للمغرب بنسبة % 13.1 في حين تراجعت إيطاليا للمرتبة الثامنة بحصة % 4.6. ومن بين أهم الواردات المغربية من إيطاليا، نجد منتجات تكرير النفط، الآلات والمعدات الصناعية والفلاحية والطبية، بالإضافة إلى الأجهزة الكهربائية والسيارات ومنتجات كيميائية وبلاستيكية.

## التبادلات التجارية
يقوم المغرب بتصدير العديد من المنتوجات السمكية والفلاحية والمصنوعات الجلدية. وفيما يخص طبيعة وحجم الاستثمارات الإيطالية بالمغرب، فقد بلغت قيمتها 500 مليون أورو، وكان لإيطاليا نصيب مهم في إنجاز مشاريع ضخمة في مقدمتها بناء السدود والطرق السيارة ومشاريع أخرى تهم البنيات التحتية والقطاع الصناعي والخدمات. إلى جانب وجود فروع لكبريات الشركات الإيطالية، وبفعل الأزمة الاقتصادية فقد تم تسجيل في الثلاث السنوات الأخيرة ما يقرب عن ولوج 100 شركة أغلبها من المقاولات الإيطالية المتوسطة والصغرى بحثا عن أسواق جديدة وعن فرص لعرض خبراتها المتميزة.

## مغاربة إيطاليا
حسب إحصاء لسنة 2013، فإن المغاربة هم ثاني أكبر جالية أجنبية في إيطاليا بعدد تجاوز 517 ألف مقيم، منهم 300 ألف يد عاملة و106 ألف طالب بالمدارس والثانويات الإيطالية.
كشفت إحصائيات بنك إيطاليا أن التحويلات المالية التي قام بها المهاجرون المغاربة اتجاه المغرب شهدت انتعاشا ملحوظا بلغ حوالي 15% خلال السنوات الأخيرة. حيث بلغت خلال سنة 2017، 277 مليون و 157 ألف أورو، وتأتي هذه الأرقام لتأكد المنحى التصاعدي الذي أخذته التحويلات المالية لمغاربة إيطاليا خلال السنوات الأخيرة وعودتها تدريجيا إلى المستوى الذي كانت عليه منذ حوالي 10 سنوات بعد أن عرفت تراجعا ملحوظا، فبعد أن فاق مبلغ التحويلات المالية التي قام بها المهاجرون المغاربة المقيمون بإيطاليا اتجاه بلادهم 333 مليون أورو، لم يتجاوز ذات المبلغ سنة 2013 ما مجموعه 240 مليون أورو.